# RegioTriRhena
De RegioTriRhena of TriRhena Euregio is een trans-nationale samenwerkingsstructuur (Euregio) die bestaat uit landen en hun bestuurlijke onderverdelingen die gelegen zijn in het gebied van het zuidelijke deel van de Bovenrijn. Het bestrijkt gebieden in Frankrijk, Duitsland en Zwitserland in het gebied rond de steden Colmar, Mulhouse, Freiburg im Breisgau, Lörrach, Bazel en Liestal. Het betreft de bestuurlijke gebieden:
- Duitsland (Zuid-Baden)
  - District Freiburg im Breisgau
  - District Breisgau-Hochschwarzwald
  - District Lörrach
  - District Waldshut
- Frankrijk
  - Departement Haut-Rhin
- Zwitserland (Nordwestschweiz)
  - Kanton Aargau
  - Kanton Basel-Landschaft
  - Kanton Bazel-Stad
  - Kanton Jura
  - Kanton Solothurn

De regio heeft een oppervlakte van 8.700 km² en er wonen rond de 2,3 miljoen mensen. Het geografische gebied heeft een over meerdere eeuwen gemeenschappelijke geschiedenis, zoals nog kan worden teruggezien in de taal, architectuur en cultuur. De RegioTriRhena maakt deel uit van de Bovenrijnconferentie.
Als platform voor de onderlinge samenwerking, die vooral op het niveau van de lokale politiek plaatsvindt, bestaat er de RegioTriRhena Raad. Van de RegioTriRhena Raad zijn steden, gemeenten, lokale overheden, het bedrijfsleven, universiteiten, verenigingen en clubs uit de regio lid. De raad werd in 1995 opgericht en in 2003 heropgericht. Het doel is samen te brengen en de krachten te versterken voor de regionale en grensoverschrijdende samenwerking.
RegioTriRhena heeft projecten op het gebied van werkcultuur (regionale en lokale culturele geschiedenis, museumontwikkeling), toerisme, jeugd en sport, onderwijs, communicatie, vervoer en de luchthaven, milieu, beurzen en conferenties, en het bedrijfsleven geïnitieerd.